# Silvanoprus frater
Silvanoprus frater es una especie de coleóptero de la familia Silvanidae.

## Distribución geográfica
Habita en el África Subsahariana.